# Gottfried Kritzler
Gottried Kritzler (ur. 27 marca 1859 w Fränkisch-Crumbach, zm. 7 czerwca 1913 w Tonalá w Meksyku) – pruski urzędnik państwowy i dyplomata.
W latach 1899–1902 pełnił funkcję Landrata w pruskim powiecie Kreis Strelno.
Po rezygnacji z powodów zdrowotnych z bycia Landratem objął urząd vice konsula w mieście Salina Cruz w Meksyku.